# Manhay
Manhay (valonă Manhé) este o comună francofonă din regiunea Valonia din Belgia. Comuna este formată din localitățile Manhay, Dochamps, Grandmenil, Harre, Malempré, Odeigne, Vaux-Chavanne, Forge-à-l'Aplé, Freyneux, Lamorménil, Chêne-al'Pierre, La Fosse, Deux-Rys, Fays, La Fange, Roche-à-Frêne, Xhout-si-Plout și Oster. Suprafața totală a comunei este de 119,81 km². La 1 ianuarie 2008 comuna avea o populație totală de 3.229 locuitori. 